# 七克台站
七克台站位于新疆维吾尔自治区哈密市七克台乡，是兰新铁路的一座火车站，始建于1962年11月26日，等级为五等站，距兰州站1595公里，距乌鲁木齐站297公里，本站及相邻上下行区间均为未电气化区段。本站不办理客货运业务。邮政编码为838203。本站于2012年9月12日正式关闭。